# Скандал (сезон 5)
Премьера пятого сезона драматического сериала «Скандал» состоялась 24 сентября 2015 года на американском телеканале ABC; заключительная серия сезона вышла в эфир 12 мая 2016 года. Шонда Раймс продолжила быть шоураннером сериала; производством сезона занималось ABC Studios совместно с ShondaLand Production Company. Серии пятого сезона, так же как и серии предыдущего, продолжили выходить по четвергам в 21.00.
В пятом сезоне продолжили своё развитие сюжетные линии обитателей Белого дома и сотрудников антикризисной фирмы «Оливия Поуп и партнеры». В основном актёрском составе пятого сезона, который включил в себя двенадцать персонажей, произошли изменения. В начале сезоне к основному касту «Скандала» присоединились Порша де Росси и Корнелиус Смит-младший, а Джо Мортон, игравший второстепенного персонажа на протяжении четырёх сезонов, получил основную роль в 12 эпизоде пятого сезона. 3 марта 2016 года сериал был продлён на шестой сезон.

## Производство
7 мая 2015 года ABC продлил сериал на пятый сезон. В дополнение к вернувшимся актёрам, двое присоединились к основному составу. Ими стали Порша де Росси, которая появилась в большинстве эпизодов четвёртого сезона, и Корнелиус Смит-младший. Съёмочный процесс начался 16 июля 2015 года.

## Сюжет
Фиц втайне от публики наслаждается обществом Оливии, а Мелли «отлучена от двора» - президент намерен развестись с ней. Бывший вице-президент, а ныне – ведущая популярного политического шоу Салли Лэнгстон по наводке Элизабет Норт раскрывает общественности, что в Белом доме вместе с президентом США живет его любовница, пресса начинает преследовать Оливию. А та – сбегает ненадолго из Вашингтона, чтобы разобраться в себе. В это время Фиц для вида пытается наладить отношения с первой леди, однако внезапное публичное признание Оливии в том, что она спит с президентом Грантом расставляет все точки над i. Фиц больше не намерен скрывать свои отношения с любовницей, он делает Оливии предложение, которое она не принимает.
Джейк навещает Роуэна в тюрьме и тот просит у бывшего подчиненного защиты, т.к. уверен, что ему грозит гибель от людей из проекта «Лазарь-1» - запасного проекта секретной организации B613 по восстановлению своего влияния на случай дискредитации. В попытке собрать больше информации об этой операции, Джейк вместе с другим бывшим спец-агентом В613 Чарли отправляется в Париж, где в Лувре произошел недавно подозрительный пожар. Там он встречает Элизу – свою бывшую жену и коллегу по В613, которую считал давно погибшей. 
Обиженная на бывшего мужа, Мелли предпринимает неудачную попытку инициировать импичмент президенту Гранту – в последний момент коллеги вытесняют ее из важного политического комитета. Чтобы предотвратить неизбежное разбирательство в сенате, Оливия идет на встречу с Мелли, рассказывает ей праву о своем отце и его причастности к убийству сына президентской четы Джерри, чтобы Илай Поуп вышел на свободу, избежал смерти от рук агентов проекта «Лазарь-1» и поделился компроматом на членов сенатской комиссии – таким образом удается избежать импичмента.
Оливия принимает предложение Фица. Узнав об этом Джейк решает все бросить и уехать в Париж с Элизой, но прибыв в назначенное время на вокзал, обнаруживает ее мертвой. Узнав о роли Оливии в освобождении Роуэна, Фиц запирает свою любовницу в «золотой клетке», заставляя ту выполнять обязанности первой леди, вместо того, чтобы руководить страной на пару с президентом. Эта роль претит Оливии, так что она расстается с Фицем, съезжает из Белого дома к себе и делает аборт. А еще помогает Мелли Грант в ее борьбе за уважение избирателей и коллег, чтобы та беспрепятственно смогла произнести в Сенате речь длиной в 16 часов, чтобы добиться отмены Билля о расходах, который считает бестолковым.
События продолжаются через полгода. Фиц, страдая от одиночества, спит со всеми подряд и все чаще привлекает Эбби Уиллан к делам государственной важности, оказывая Сайрусу все меньше доверия и внимания. Последний втайне находит для себя нового кандидата для новой президентской гонки - губернатора Пенсильвании Франциско Варгаса - и увольняется со своего поста. Место главе аппарата Белого дома занимает Эбби, доказывает всем, что она настоящая акула политики и даже непродолжительное время конфликтует с Оливией, едва не разрушив при этом карьеру Мелли Грант. Однако в последний момент две бывшие коллеги - Лив и Эби находят общий язык и объединяют усилия, чтобы расчистить путь для нужного кандидата.
Вице-президент Сьюзен Росс, несмотря на данные прежде обещания, поддается на уговоры Фица и выдвигает свою кандидатуру на пост президента. У нее завязываются отношения с министром юстиции США Дэвидом Розеном. Чуть позже Сьюзан узнает о неверности Розена, что едва не приводит ее к проигрышу на первых дебатах, однако в последний момент собирается и вырывается в лидеры гонки. 
Жизнь Оливии вернулась в накатанную колею: она ужинает с отцом, спит с Джейком (который назначен на должность руководителя АНБ) и ходит на работу. Однако эта «колея» не особенно нравится Лив. Она решает помочь Мелли победить в президентской гонке и берется руководить ее компаний.  Затем устанавливает слежку за Джейком, пытаясь выяснить планы своего отца. В конце концов Оливия выясняет, что Роуэн намерен женить Джейка на богатой невесте Ванессе Мосс, чтобы за счет ее денег финансировать компанию четвертого кандидата в президенты и бывшего ухажера Оливии – Эдисона Дэвиса, а самого Балларда сделать его вице-президентом.
Неожиданно для всех бывший вице-президент Эндрю Николс восстанавливается от перенесённого по вине Гека инсульта и жаждет отомстить, пытаясь слить в Times информацию о том, что президент развязал войну в Анголе ради освобождения из плена своей любовницы. Шантаж и подкуп не работают, так что Оливия в приступе ярости мстит за свое похищение и убивает инвалида-Николса собственными руками. 
После совершенного убийства Лив сбегает в дом к отцу, где также живет Джейк. Он против своего желания готовится стать мужем Ванессы. До свадьбы остается всего несколько часов, когда эти двое понимают, что нужны друг другу. Но Роуэн рушит их планы и, шантажируя дочь, заставляет свадьбу состояться.
Президентская гонка набирает обороты. Из-за войны компроматов и разочарования в Роузене Сьюзен Росс отказывается от гонки, отдавая свои голоса Мэлли. Оливия помогает устранить еще одного кандидата – Эдисона Дэвиса, тем самым нарушив планы отца. Чтобы освободить Джейка от влияния Роуэна, она убеждает Мелли объявить Балларда своим вице-президентом, узнав при этом, что Сайрус Бин идет на выборы в качестве второго номера у Фрэнки Варгаса.

## Актёры и персонажи
| - Керри Вашингтон — Оливия Поуп - Скотт Фоли — Джейкоб «Джейк» Баллард - Дэрби Стэнчфилд — Эбигейл «Эбби» Уилан - Кэти Лоус — Куинн Перкинс - Гильермо Диас — Диего «Гек» Муньос - Джефф Перри — Сайрус Бин - Джошуа Малина — генеральный прокурор США Дэвид Роузен - Порша де Росси — начальник штаба вице-президента Элизабет Норт - Корнелиус Смит-младший — Маркус Уолкер - Джо Мортон — Роуэн «Илай» Поуп - Беллами Янг — сенатор Мелоди «Мелли» Грант - Тони Голдуин — президент США Фицджеральд «Фиц» Томас Грант III | - Артемис Пебдани — вице-президент Сьюзан Росс - Кейт Бертон — Салли Лэнгстон - Джордж Ньюберн — Чарли - Рикардо Чавира — губернатор Франциско «Фрэнки» Варгас - Миа Маэстро — Элис Мартин - Грегг Генри — Холлис Дойл - Норм Льюис — лидер сенатского большинства Эдисон Дэвис - Джоэль Картер — Ванесса Мосс - Эрика Шаффер — телевизионный корреспондент - Маккензи Астин — Ноа Бейкер - Джон Проски — сенатор Гибсон - Роуз Абду — сенатор Линда Московиц - Роми Роузмонт — Пэтти Шелл - Пол Адельштейн — Лео Берген - Брайан Лэтчер — Том Ларсен - Мэттью Дель Негро — Майкл Амбрузо - Аннабет Гиш — Лиллиан Форрестер - Дэнни Пино — Алехандро «Алекс» Варгас | - Адам Джей Йинд — Дэнни Мендоза - Дирбла Моллой — королева Изабелла - Адам Фергус — принц Ричард - Хилти Боуэн — принцесса Эмили - Джош Бренер — Гэвин Прайс - Джули Клэр — Франческа Хантер - Уильям Расс — Фрэнк Холланд - Дениз Кросби — Дженет Холланд - Брайн Джей Уайт — Франклин Рассел - Джон Тенни — Эндрю Николс |

## Эпизоды
| № общий | № в сезоне | Название                                                                        | Режиссёр                         | Автор сценария                    | Дата премьеры    | Зрители в США (млн) |
| --- | ---------- | ------------------------------------------------------------------------------- | -------------------------------- | --------------------------------- | ---------------- | ------------------- |
| 70 | 1          | «Heavy is the Head» «Тяжело быть во главе»                                      | Том Верика                       | Шонда Раймс                       | 24 сентября 2015 | 10,25               |
| Оливия и Фиц снова вместе и наслаждаются каждым моментом, проведённым вдвоём, пока Сайрус, Мелли и Гек имеют дело с тяжёлыми последствиями их помощи Командиру. Тем временем, после того как визит королевской семьи Каледонии в США заканчивается трагедией, королева нанимает Оливию и просит её сделать так, чтобы жизнь августейшего семейства продолжала оставаться конфиденциальной. |            |                                                                                 |                                  |                                   |                  |                     |
| 71 | 2          | «Yes» «Да»                                                                      | Тони Голдуин                     | Хезер Митчелл                     | 1 октября 2015   | 9,12                |
| Компания «Поуп и партнеры» берётся за новое дело, которое позволяет Оливии уехать из Вашингтона и от президента. Тем временем, в Белом доме Фиц пытается выяснить, кто несёт ответственность за разгоревшийся скандал, а Эбби получает ценный совет от мастера политических интриг. |            |                                                                                 |                                  |                                   |                  |                     |
| 72 | 3          | «Paris is Burning» «Париж в огне»                                               | Янн Тернер                       | Мэтт Бирн                         | 8 октября 2015   | 8,76                |
| Оливия и Фиц сталкиваются с катастрофическими последствиями их поступков, а Мелли обращается к старому знакомому, чтобы тот помог ей получить все необходимое. Тем временем, Эбби доказывает Оливии, что она отлично справляется со своей работой в Белом доме. |            |                                                                                 |                                  |                                   |                  |                     |
| 73 | 4          | «Dog-Whistle Politics» «Собачья тактика»                                        | Зетна Фуэнтес                    | Шонда Раймс                       | 15 октября 2015  | 8,06                |
| Оливия оказывается в центре грандиозного медиа-скандала, и старый знакомый приходит на помощь к Геку и Куинн, чтобы минимизировать его последствия. Тем временем, Джейк сталкивается с человеком из его прошлого, которого он не ожидал увидеть снова, а Фиц узнаёт истинную цену политической поддержки. |            |                                                                                 |                                  |                                   |                  |                     |
| 74 | 5          | «You Got Served» «Будь готов»                                                   | Кевин Брэй                       | Захир Макги                       | 22 октября 2015  | 8,28                |
| Оливия понимает, что не сможет самостоятельно справиться с последствиями скандала, поэтому она обращается за помощью к крайне неожиданному человеку. Тем временем, Мелли и Сайрус продолжают попытки повернуть ситуацию себе на пользу, а Джейка по-прежнему занимает призрак из прошлого. |            |                                                                                 |                                  |                                   |                  |                     |
| 75 | 6          | «Get Out of Jail, Free» «Прочь из тюрьмы, ты свободен»                          | Чандра Уилсон                    | Крис Ван Дьюсен                   | 29 октября 2015  | 7,80                |
| Фиц предлагает Оливии неприемлемый для неё план выхода из скандальной ситуации, однако она продолжает искать альтернативное решение. Тем временем, Мелли оказывается в крайне неприятной ситуации, попавшись на лжи при ответе на вопрос об измене Фица; команда Оливии продолжает защищать её, а Сьюзан Росс просит совета у Дэвида. |            |                                                                                 |                                  |                                   |                  |                     |
| 76 | 7          | «Even the Devil Deserves a Second Chance» «Даже Дьявол заслуживает второй шанс» | Оливер Бокельберг                | Рэмла Мохаммед                    | 5 ноября 2015    | 8,03                |
| Фиц, вновь завоевавший доверие американского народа, шокирован очень неприятным известием. Фирма «Поуп и партнеры» берётся за дело нового клиента, однако Оливия больше сосредоточена на своих личных секретах и заботах. Тем временем, Элизабет Норт ставит условия администрации Белого дома. |            |                                                                                 |                                  |                                   |                  |                     |
| 77 | 8          | «Rasputin» «Распутин»                                                           | Джон Терлски                     | Пол Уильям Дэвис                  | 12 ноября 2015   | 7,70                |
| Фиц близок к подписанию исторического мирного договора с ближневосточной страной, и именно в этот момент к Оливии попадают крайне важные данные, касающиеся нечестных методов ведения переговоров руководством этой страны, которые вновь заставляют её полагаться исключительно на инстинкты. Тем временем, Джейк просит помощи у Гека, чтобы как можно скорее добиться своей цели, а Сайрус, бывший долгое время исключённым из ближнего круга президента, начинает действовать самостоятельно. |            |                                                                                 |                                  |                                   |                  |                     |
| 78 | 9          | «Baby, It's Cold Outside» «Детка, снаружи холодно»                              | Том Верика                       | Марк Уилдинг                      | 19 ноября 2015   | 8,13                |
| Оливия чувствует себя все более и более подавленной, исполняя в Белом доме роль неофициальной «Первой леди». Тем временем, Мелли доказывает, насколько она может быть влиятельной, а Джейк продолжает свою охоту на Роуэна. |            |                                                                                 |                                  |                                   |                  |                     |
| 79 | 10         | «It's Hard Out Here for a General» «Тяжело быть генералом»                      | Том Верика                       | Севериано Каналес                 | 11 февраля 2016  | 6,96                |
| Спустя шесть месяцев после того, как Оливия и Фиц расстались, они распоряжаются обретённой свободой весьма разными способами. Тем временем, фирма «Поуп и партнеры» берётся за дело, которое может привести к национальному кризису. |            |                                                                                 |                                  |                                   |                  |                     |
| 80 | 11         | «The Candidate» «Кандидат»                                                      | Эллисон Лидди-Браун              | Эллисон Шейпкер                   | 18 февраля 2016  | 6,09                |
| Мелли просит Оливиию о помощи, однако она оказывается не готова к последствиям их сотрудничества, а Лиз старается убедить Сьюзен Росс баллотироваться на пост президента. Тем временем, мнения Сайруса и Эбби расходятся, когда известная журналистка предлагает написать большой материал о Фице. |            |                                                                                 |                                  |                                   |                  |                     |
| 81 | 12         | «Wild Card» «Непредсказуемое явление»                                           | Эллисон Лидди-Браун и Том Верика | Марк Фиш                          | 25 февраля 2016  | 5,85                |
| Пока Фиц занят личной жизнью, Сайрус начинает претворять в жизнь свой собственный план, а Элизабет использует Дэвида, для того чтобы исполнить свои замыслы. Тем временем, Оливия продолжает попытки выяснить, что именно планирует сделать Джейк, ставший главой АНБ. |            |                                                                                 |                                  |                                   |                  |                     |
| 82 | 13         | «The Fish Rots from the Head» «Рыба гниёт с головы»                             | Шарат Раджу                      | Хезер Митчелл                     | 10 марта 2016    | 5,97                |
| Несколько агентов Секретной службы попадают в беду и обращаются за помощью к Оливии. Тем временем, Эбби изо всех сил старается удержать Фица в рамках приличия, а некоторые секреты Джейка оказываются раскрыты. |            |                                                                                 |                                  |                                   |                  |                     |
| 83 | 14         | «I See You» «Я вижу тебя»                                                       | Пэрис Барклай                    | Мэтт Бирн                         | 17 марта 2016    | 6,31                |
| Оливия продолжает следить за Джейком, в то время как её команда должна вести все дела в её отсутствие. Предвыборные кампании Сьюзен и Мелли начинают набирать обороты; Эбби узнаёт об истинных намерениях Сайруса; а заявление одного старого знакомого производит эффект разорвавшейся бомбы. |            |                                                                                 |                                  |                                   |                  |                     |
| 84 | 15         | «Pencils Down» «Ручки в сторону»                                                | Реджина Кинг                     | Крис Ван Дьюсен                   | 24 марта 2016    | 6,15                |
| Когда Мелли совершает огромную публичную ошибку, Оливия должна решить, насколько далеко она готова зайти, чтобы все исправить. Тем временем, команда Оливии узнаёт ценную информацию о новой пассии Джейка, а Дэвид Розен просит совета у Эбби, как ему поступить со сложившимся любовным треугольником между ним, Элизабет Норт и Сьюзен Росс. |            |                                                                                 |                                  |                                   |                  |                     |
| 85 | 16         | «The Miseducation of Susan Ross» «Компромат на Сьюзен Росс»                     | Скотт Фоли                       | Рэмла Мохаммед                    | 31 марта 2016    | 6,44                |
| После первых предвыборных дебатов в Республиканской партии у Оливии оказывается информация, способная повредить одному из кандидатов, однако сначала она просит свою команду проверить её подлинность. Тем временем, Дэвид понимает, что его личная жизнь разлетелась на осколки, а Сайрус продолжает вести предвыборную кампанию губернатора Флориды. |            |                                                                                 |                                  |                                   |                  |                     |
| 86 | 17         | «Thwack!» «Хрясь!»                                                              | Тони Голдуин                     | Захир Макги                       | 7 апреля 2016    | 5,88                |
| Предвыборная гонка находится в самом разгаре, и каждый кандидат старается избавиться от своих противников. Однако когда возникает угроза утечки нежелательной для нескольких кандидатов информации, противники вынуждены объединиться с целью сохранить в тайне тёмные моменты своего прошлого. При этом некоторые люди готовы разорвать личные связи и перейти все мыслимые и немыслимые границы только для того, чтобы защитить себя.                                                           |            |                                                                                 |                                  |                                   |                  |                     |
| 87 | 18         | «Till Death Do Us Part» «Пока смерть не разлучит нас»                           | Стеф Грин                        | Пол Уильямс Дэвис                 | 21 апреля 2016   | 6,00                |
| Пока Оливия разбирается с последствиями своего поступка, ей становится известно, что именно задумали Роуэн и Джейк. И хотя их планы уже близки к успешному завершению, Оливия пытается сделать все возможное, чтобы остановить их. Кроме того, мы узнаем больше информации о прошлом Джейка и о том, как именно он попал в В613. |            |                                                                                 |                                  |                                   |                  |                     |
| 88 | 19         | «Buckle Up» «Пристегнитесь»                                                     | Оливер Бокельберг                | Мишель Лиртсман                   | 28 апреля 2016   | 6,25                |
| Мелли, Сьюзен и Холлис готовятся к встрече с губернатором Флориды, поддержка которой должна обеспечить победу на предварительных выборах в её штате. Тем временем, война между Оливией и Эбби способна пустить их кандидатов ко дну, а Сайрус сталкивается с необходимостью принять важное решение, которое способно повлиять на судьбу. |            |                                                                                 |                                  |                                   |                  |                     |
| 89 | 20         | «Trump Card» «Козырная карта»                                                   | Янн Тернер                       | Севериано Каналес и Джесс Браунел | 5 мая 2016       | 6,06                |
| Оливия и Эбби должны забыть о своих разногласиях и начать работать вместе, чтобы справиться с Холлисом Дойлом. Тем временем, Эдисон понимает, что, возможно, он заключил сделку с дьяволом, когда Роуэн и Джейк начинают оказывать на него сильное давление и принимать все решения в его предвыборной кампании. |            |                                                                                 |                                  |                                   |                  |                     |
| 90 | 21         | «That's My Girl» «Моя девочка»                                                  | Том Верика                       | Шонда Раймс и Марк Уилдинг        | 12 мая 2016      | 6,65                |
| Оба кандидата в президенты находятся в упорном поиске идеального претендента на должность вице-президента, и этот процесс создаёт Оливии очередные трудности. Тем временем, Сайрус решается на поступок, который способен изменить ход президентской гонки. |            |                                                                                 |                                  |                                   |                  |                     |

## Награды и номинации
| Премия                 | Номинация                                                 | Номинант        | Результат |
| ---------------------- | --------------------------------------------------------- | --------------- | --------- |
| People’s Choice Awards | Любимая драма сетевого ТВ                                 | «Скандал»       | Номинация |
| People’s Choice Awards | Любимая драматическая актриса ТВ                          | Керри Вашингтон | Номинация |
| People’s Choice Awards | Любимый драматический актёр ТВ                            | Скотт Фоли      | Номинация |
| NAACP Image Award      | Лучший драматический сериал                               | «Скандал»       | Номинация |
| NAACP Image Award      | Лучшая женская роль в драматическом сериале               | Керри Вашингтон | Номинация |
| NAACP Image Award      | Лучшая мужская роль второго плана в драматическом сериале | Джо Мортон      | Победа    |
| NAACP Image Award      | Лучшая мужская роль второго плана в драматическом сериале | Гильермо Диас   | Номинация |
| Teen Choice Awards     | Выбор ТВ: Актриса драматического сериала                  | Керри Вашингтон | Номинация |